# ヴィサンブール
ヴィサンブール （フランス語:Wissembourg、ドイツ語:Weißenburg）は、フランス、グラン・テスト地域圏、バ＝ラン県のコミューン。

## 地理
アルザス北部にあるヴィサンブールは、ドイツ・ラインラント＝プファルツ州と境を接している。ドイツに源を発するライン川の支流、ローター川がコミューン内を横切る。ヴィサンブールの西は北ヴォージュ地域圏自然公園である。

## 歴史

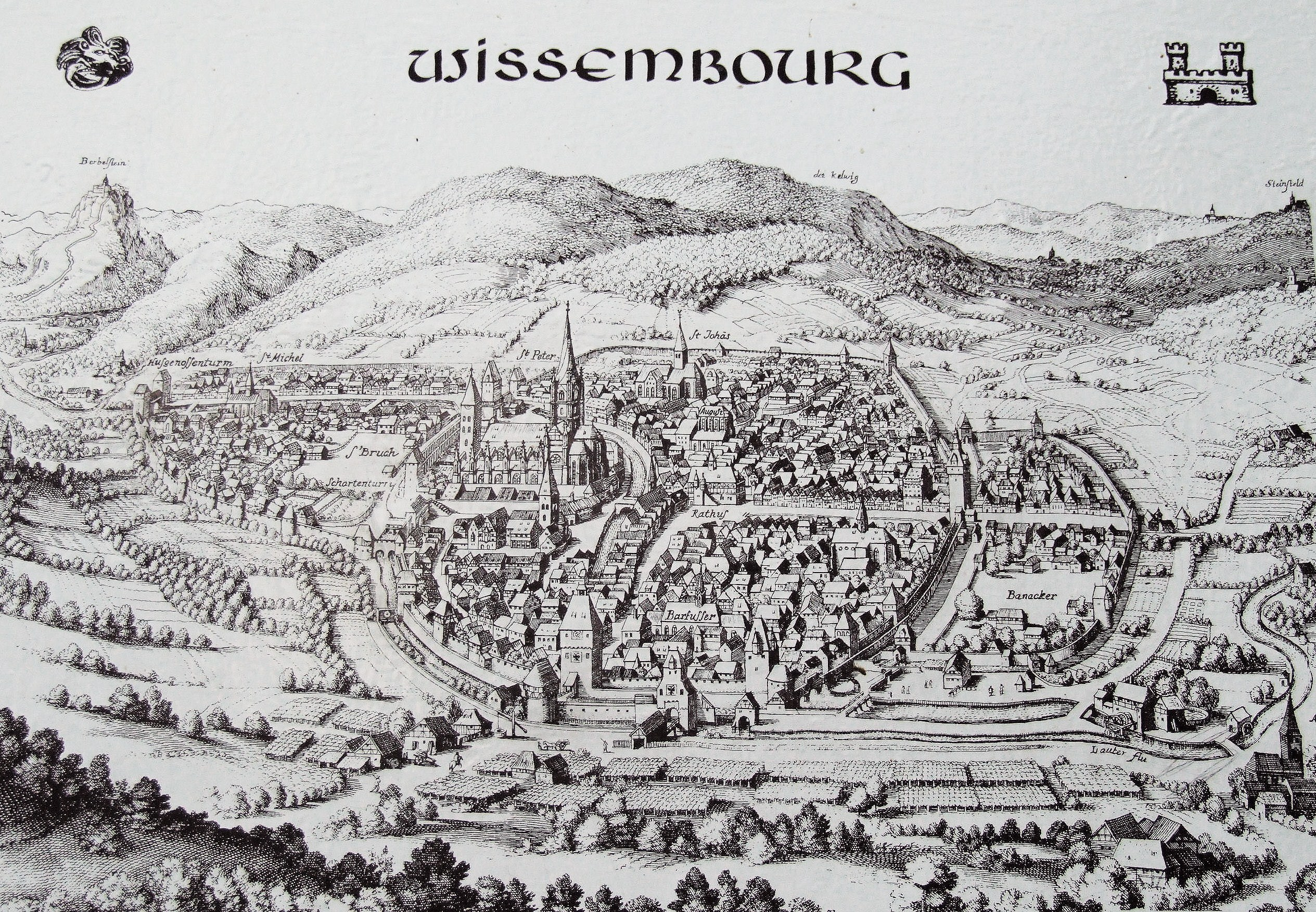
17世紀のヴィサンブール

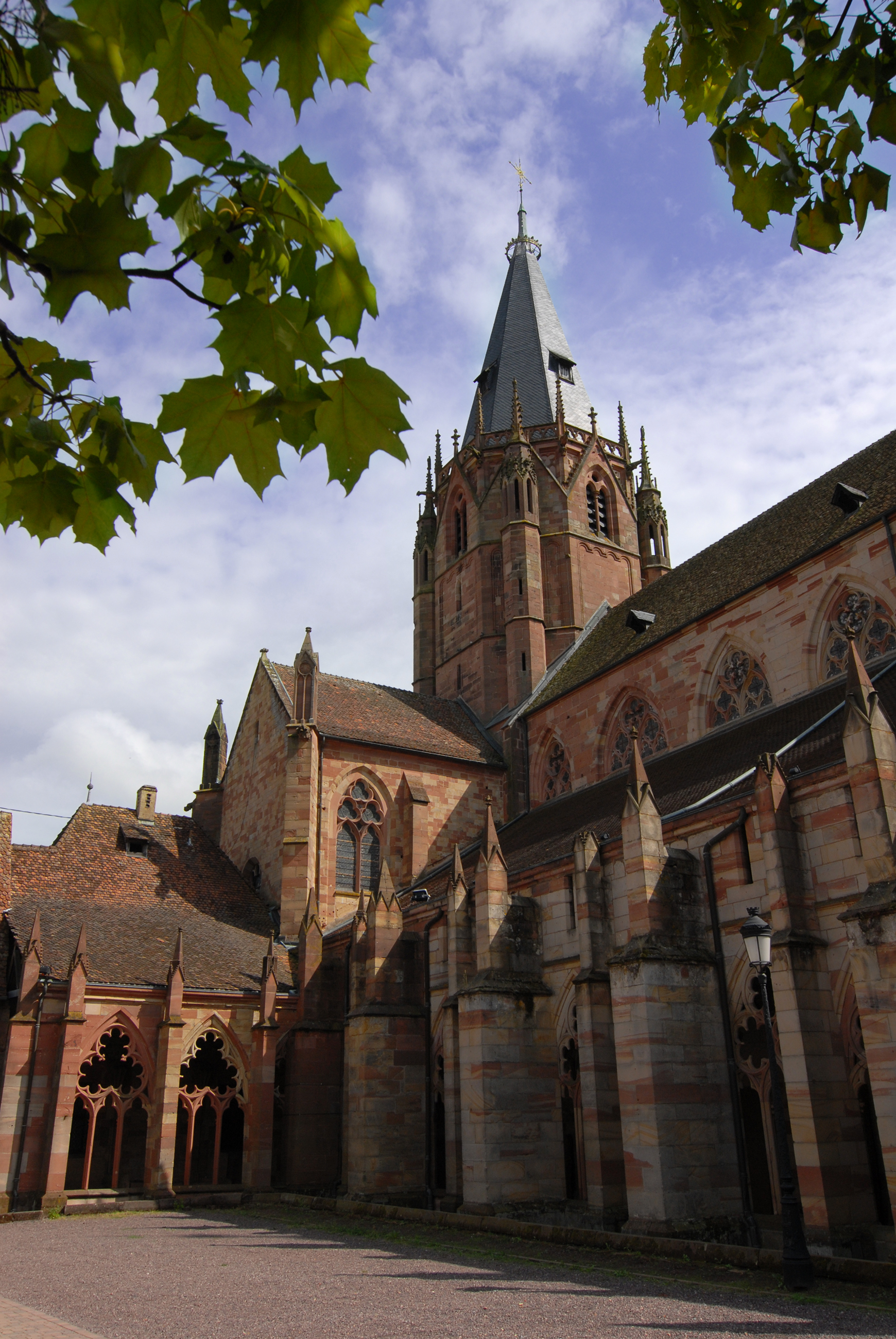
サン・ピエール・エ・サン・ポール教会

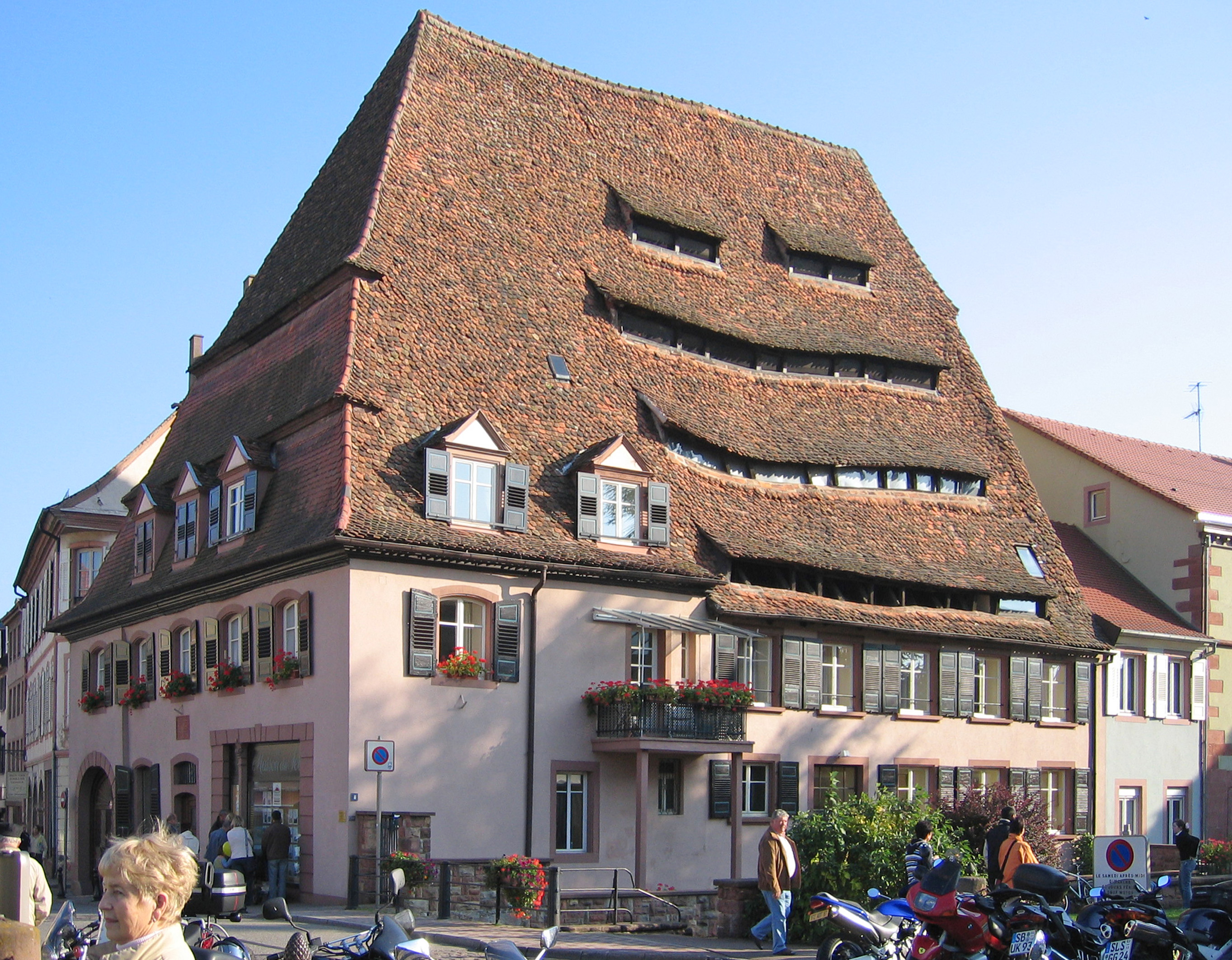
メゾン・デュ・セル

7世紀、アウストラシア貴族によって、ローター川に浮かぶ島に聖ペトロと聖パウロに献堂された修道院が築かれた。聖ピルマンがこの修道院にベネディクト会派の戒律を持ち込んだ。修道院はすぐに200平方kmを超える広大な領域を擁するようになった。修道院はアルザスで最も裕福な修道院となるほどに富み、974年には司教公領に昇格した。
11世紀、鐘楼を備えたロマネスク様式の教会が建設された。
12世紀から13世紀、修道院の周りで生まれた村は、急速に成長し、多くの対立を生む修道院の宗主下から逃れようと模索した。
コミューンは自らの議会の議員を選べるようになり、繁栄は頂点に達した。その富は、織物やワイン、クリの生産からもたらされていた。
14世紀、修道院の影響下からの独立を強調するヴィサンブールは、十都市同盟に加盟した。同盟の指導者たちは、新しい修道院長に忠誠を誓うのを拒否した。
1469年、修道院長フィリップ・エルパハが死んだとき、修道院には実質的な借金が残された。新しい院長のジャン・ド・ブリュックは修道院を復興させようとした。しかしアグノー領主であるプファルツ選帝侯フリードリヒ1世が、自ら十都市同盟の知事として治めると決めた。彼は修道院に捜査官を送りこんだ。ブリュックはドラケンフェルス城への引退を決めた。土地を所有するヴィサンブールのブルジョワ階級が選帝侯に対し反乱を起こすと、この件に聖職者たちが介入した。ブルジョワ階級はヴィサンブールの聖職者たちに帰還を求めた。1471年に両者の対立が和解され、院長たちは修道院へ戻ったが、修道院の改革が行われた。
15世紀の対立は、選帝侯によってヴィサンブールの町が破壊されるまでになった。
16世紀、宗教改革がヴィサンブールに波及し、大きな勝利を収めた。ドイツ農民戦争や三十年戦争の戦禍にあったこの暗黒時代には、多くの軍隊がウィッサンブールを通過した。
ヴェストファーレン条約締結後、フランスはハプスブルク家が治めてきたアルザスをフランス領とみなした。しかし十都市同盟都市はフランス王を主君と認めなかった。これによりフランス軍の容赦ない遠征にさらされ、1677年1月25日にはコミューンは燃やされ略奪された。この鎮圧が終わると、1680年に、神聖ローマ皇帝に救われなかった十都市同盟の姉妹都市たちはフランス王の臣下となった。
退位したポーランド王、スタニスワフ・レシチニスキは、亡命時代に家族とヴィサンブールで幾度か過ごした。
フランス革命後、聖職者たちは追放され、修道院資産は売却された。1793年と1870年、ヴィサンブールは対ドイツ戦の戦場となった。普仏戦争後にはアルザス全体がドイツ領となり、1918年にフランスへ復帰した。1944年から1945年のノルトヴィント作戦でヴィサンブールは被害を受けた。1944年12月16日にいったん連合国軍によって解放されたがまもなくドイツ軍に再占領され、最終的に解放されたのは1945年3月19日、アレクサンダー・パッチ将軍指揮の第7機甲師団によってであった。